# 1886

## Събития

### По света
- 29 януари – Карл Бенц патентова триколесния „Автомобил Бенц“, смятан за първия автомобил.
- 29 март – Вилхелм Щайниц е признат за първия официален световен шампион по шах.
- 13 юни – Пожар опустошава значителна част от Ванкувър, Канада.
- 3 юли – Карл Бенц официално представя пред публика триколесния „Автомобил Бенц“.
- 7 октомври – Испания премахва робството в Куба.
- 28 октомври – Официално е открита Статуята на Свободата в Ню Йорк.
- 11 ноември – Хайнрих Херц експериментално доказва съществуването на електромагнитни вълни.
- 1 декември – Под името „Диал Скуеър“ е създаден английският футболен клуб Арсенал.
- 8 май – Фармацевтът Джон Пембъртън създава газирана напитка, която по-късно става популярна като Coca-Cola.

### В България
- 19 февруари (стар стил 3 март) – Подписан е Букурещкия договор, слагащ формално край на Сръбско-българската война.
- 5 април – Подписан е Топханенския акт, с който Съединението на България се признава международно. (стар стил – 24 март)
- 21 август (9 август стар стил) – След военен преврат е съставено единадесетото правителство на България, начело с Климент Търновски.
- 24 август (12 август стар стил) – Съставено е дванадесетото правителство на България, начело с Петко Каравелов.
- 28 август (16 август стар стил) – Съставено е тринадесетото правителство на България, начело с Васил Радославов.

## Родени
- 24 януари – Хенри Кинг, американски филмов режисьор († 1982)
- 25 януари – Вилхелм Фуртвенглер, германски диригент
- 27 януари – Радхабинод Пал, индийски юрист
- 6 февруари – Людмил Стоянов, български филолог
- 18 февруари – Любомир Чакалов, български математик
- 22 февруари – Хуго Бал, немски поет и драматург
- 1 март – Оскар Кокошка, австрийски художник, поет и писател
- 12 март – Кай Нилсен, датски илюстратор
- 27 март – Лудвиг Мис ван дер Рое, германски архитект († 1969)
- 19 април – Хироши Ошима, японски дипломат
- 29 април – Курт Пинтус, немски писател († 1975 г.)
- 2 май – Готфрид Бен, немски поет, есеист и драматург
- 17 май – Алфонсо XIII, крал на Испания († 1941)
- 29 юни – Робер Шуман, френски политик
- 2 юли – Михаил Йовов, български военен и държавен деец, дипломат
- 21 август – Борис Стателов, български морски офицер
- 28 август – Дора Габе, българска поетеса
- 17 септември – Димо Казасов, български политик
- 20 септември – Чарлз Уилямс, английски писател
- 24 септември – Едуард Бах, британски хомеопат
- 3 октомври – Ален Фурние, френски писател
- 16 октомври – Давид Бен-Гурион, израелски политик
- 20 септември – Чарлз Уолтър Стансби Уилямс, британски писател
- 26 октомври – Ран Босилек, български писател
- 7 ноември – Арон Нимцович, датски шахматист
- 8 ноември – Лора Каравелова,
- 19 ноември – Фернан Кромелинк, белгийски драматург
- 23 ноември – Александър Алберт Маунтбатън, маркиз на Карисбрук
- 6 декември – Петър Димков, български военен деец и народен лечител
- 8 декември – Диего Ривера, мексикански живописец и стенописец
- 24 декември – Майкъл Къртис, американски кино-режисьор († 1962)
- 27 декември – Александър Станишев, български лекар
- 31 декември – Андрей, Нюйоркски митрополит
- Жеко Димитров, деец на БКП
- Теймур бин Фейсал, султан (1913 – 32) на Маскат и Оман

## Починали
- Кръсте Гиновски – български зограф
- 14 януари – Лев Каменев – руски художник, пейзажист (* 1834 г.)
- 8 февруари – Иван Аксаков, руски публицист
- 27 март – Добри Чинтулов, български поет
- 15 май – Емили Дикинсън, американска поетеса
- 17 май – Джон Диър,
- 23 май – Леополд фон Ранке, германски историк
- 13 юни – Лудвиг II Баварски, крал на Бавария
- 31 юли – Ференц Лист, унгарски композитор
- 16 август – Шри Рамакришна, Индийски гуру
- 17 август – Александър Михайлович Бутлеров, руски химик
- 17 август – Александър Бутлеров, руски химик
- 6 октомври – Николай Маковски, руски художник, передвижник (* 1841 г.)
- 26 ноември – Вито Позитано, италиански дипломат